# Roquetas de Mar
Roquetas de Mar este o municipalitate și un oraș din provincia Almería, Andaluzia, Spania, care avea o populație de 91.682 locuitori în 2014.

## Personalități născute aici
- María Gomes (n. 1999), handbalistă care a jucat și la CS Minaur Baia Mare;
- Álex Baena (n. 2001), fotbalist.